# 巴拉望穗鹛
巴拉望穗鹛（学名：Stachyris hypogrammica），是画眉科穗鹛属的一种，为菲律宾的特有种。该物种的保护状况被评为近危。
巴拉望穗鹛的栖息地为亚热带或热带的湿润山地林。